# NGC 4041
NGC 4041 (również PGC 37999 lub UGC 7014) – galaktyka spiralna (Sbc), znajdująca się w gwiazdozbiorze Wielkiej Niedźwiedzicy. Odkrył ją William Herschel 19 marca 1790 roku. Należy do galaktyk Seyferta.
W galaktyce tej zaobserwowano supernową SN 1994W.